# Osiedle im. Józefa Montwiłła-Mireckiego w Łodzi

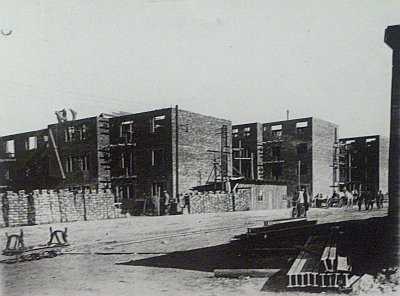
osiedle w okresie budowy

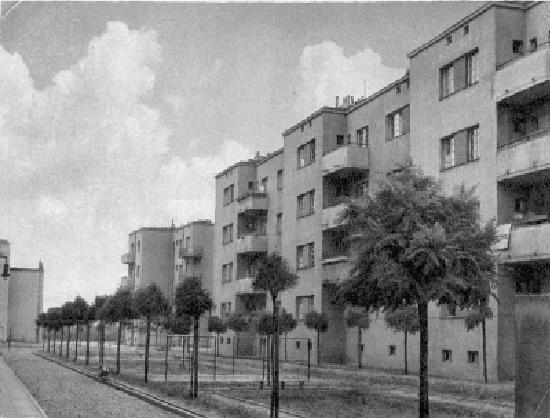
archiwalne zdjęcie osiedla

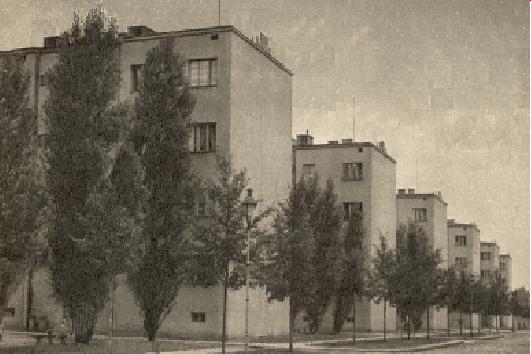
archiwalne zdjęcie osiedla

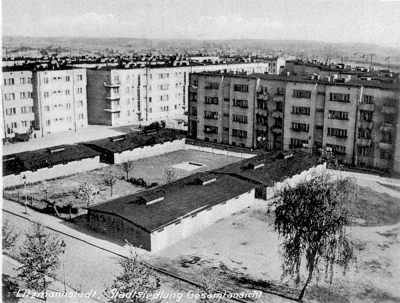
osiedle w okresie okupacji niemieckiej

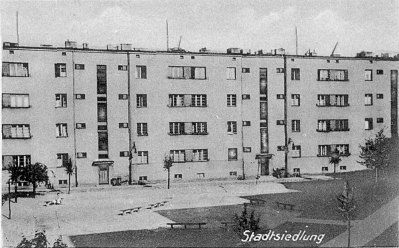
osiedle w okresie okupacji niemieckiej

Osiedle im. Józefa Montwiłła-Mireckiego – osiedle w zachodniej części Łodzi, na terenie Polesia, zamieszkiwane przez 1747 osób. Osiedle jest wpisane do rejestru zabytków NID (nr rej.: A/56 z 20.01.1971 – 18 obiektów).

## Położenie
Termin Osiedle im. Montwiłła-Mireckiego ma dwa znaczenia:
1. potoczne – dotyczy niewielkiego obszaru zabudowanego w kwartale ulic: Jarzynowa, Srebrzyńska i al. Unii Lubelskiej
2. administracyjne – odnosi się do większego obszaru, stanowiącego osiedle w rozumieniu administracyjnym, którego najważniejszą częścią jest osiedle w rozumieniu potocznym. Obszary te zarówno historycznie, jak i architektonicznie odbiegają od terenu właściwego osiedla im. Montwiłła-Mireckiego. Osiedle jako odrębna jednostka administracyjna powstało w 2005 r., kiedy to Rada Miasta podzieliła istniejące dotychczas Osiedle nr 18 na dwa odrębne: Zdrowie-Mania oraz Osiedle im. M. Mireckiego. rady osiedla znajduje się przy ul. Perla 2.

Od południa do osiedla przylega największy łódzki park – Park im. marsz. J. Piłsudskiego, a od wschodu – tereny ogródków działkowych, za którymi biegną tory PKP. Na północny zachód od osiedla, poza ulicą Jarzynową znajdują się jedno- i wielorodzinne kamienice.

## Historia
Do ok. 1915 r. tereny obecnego osiedla porośnięte były lasem, stanowiącym własność miasta. W czasie I wojny światowej w związku z brakami w zaopatrzeniu miasta w opał las ten został wycięty, a pozostałe po nim grunty stanowiły nieużytki, na których w kilka lat po zakończeniu wojny postanowiono wznieść nowoczesne osiedle mieszkaniowe.
Osiedle zostało wybudowane w latach 1928–1931 przez magistrat m. Łodzi. Mieszkania posiadały wysoki jak na ówczesne realia standard – elektryczność, bieżącą wodę i kanalizację, które to udogodnienia stanowiły rzadkość w przedwojennej Łodzi. W zamyśle osiedle miało stanowić obszar zamieszkiwania łódzkich robotników, jednak w rzeczywistości w obliczu kryzysu gospodarczego z lat 30. czynsze w jego blokach okazały się zbyt wysokie dla tej grupy społecznej i na terenie osiedla zamieszkiwała głównie inteligencja – lekarze, urzędnicy – jak np. uczestnik walk o niepodległość i działacz PPS, samorządowiec Antoni Purtal, policjanci i artyści (wśród tych ostatnich m.in. Feliks Paszkowski, Karol Hiller, Katarzyna Kobro i Władysław Strzemiński).
Prace przy budowie osiedla trwały do początku II wojny światowej; prawdopodobnie planowano postawić jeszcze pewną liczbę bloków, o czym świadczy pozostawienie pustych placów w zachodniej części osiedla. Współcześnie w miejscach tych stoją garaże. W 1939 r. na osiedlu mieszkało ok. 5 tys. osób. Jakkolwiek w okresie tym Łódź była miastem wielonarodowościowym, to niemal wszyscy mieszkańcy osiedla byli Polakami.

### Mieszkańcy w okresie międzywojennym
- Karol Hiller (malarz), Srebrzyńska 93 m. 27[4]
- Katarzyna Kobro (rzeźbiarka), Srebrzyńska 75 m. 45 (1933–1935), Srebrzyńska 75 m. 44 (1935–1939 i 1945–1951)
- Antoni Purtal (polityk, wiceprez. Łodzi), Srebrzyńska 75 m. 49
- Władysław Strzemiński (malarz), Srebrzyńska 75 m. 45 (1933–1935), Srebrzyńska 75 m. 44 (1935–1939 i 1945–1947)
- Feliks Paszkowski (malarz), Srebrzyńska 83
- Leszek Rózga (grafik), Daniłowskiego 5 (od ok. 1930 – przed ok. 1939)
- Anna Rynkowska (archiwistka, autorka książki Ulica Piotrkowska), Srebrzyńska 89[5].

### Wysiedlenia podczas wojny
Od 11 grudnia 1939 r. zaczęto z osiedla im. Montwiłła Mireckiego wysiedlać pierwsze rodziny, które trafiły do obozu przesiedleńczego na Radogoszczu. Kolejnych kilkanaście wygnano w noc sylwestrową. Największa akcja wysiedleńcza miała miejsce wdniach 14–15 stycznia 1940 roku, kiedy to niemieccy okupanci wysiedlili ok. 5 tysięcy pozostałych mieszkańców osiedla. Lokatorów budynków budzono waleniem w drzwi. Po otwarciu do mieszkań wchodzili uzbrojeni Niemcy prowadzeni przez volksdeutschów pełniących rolę tłumaczy, nakazując zaskoczonym mieszkańcom opuszczenie mieszkań. Ludzie mieli 15–20 minut na ubranie się i zabranie najpotrzebniejszych rzeczy, po czym przewożono ich do dawnej fabryki tkanin B.A. Gliksmana przy ul. Łąkowej 4, gdzie znajdował się Centralny obóz przesiedleńczy (niem. Durchgangslager I der Umwandererzentralstelle Posen, Dienststelle Litzmannstadt). Na dziedzińcu wysiedlonych rejestrowano, a potem pędzono do nieogrzewanych pofabrycznych hal, w których przeprowadzano segregacje rasową oraz oddzielano starsze osoby od dzieci. Dzieci o nordyckich rysach przeznaczano do germanizacji, a sprawne i względnie młode osoby wywożono na roboty przymusowe w głąb Rzeszy. Pozostałą część wywieziono na tereny znajdujące się w granicach Generalnego Gubernatorstwa i zasiedlano nimi powiaty: opoczyński, piotrkowski, łowicki, skierniewicki oraz Podkarpacie. Na ich miejsce zakwaterowano urzędników niemieckich z terenów III Rzeszy oraz Niemców sprowadzonych z krajów nadbałtyckich, z Besarabii, Bukowiny oraz Wołynia.
Po wojnie większość mieszkańców powróciła do swoich domów, które, podobnie jak cała Łódź, przetrwały wojnę bez większych zniszczeń.
Mimo iż od momentu zbudowania na osiedlu nie przeprowadzano większych prac remontowych, staranność wykonania i rozwiązania konstrukcyjno-materiałowe powodują, iż w przeciwieństwie do wielu innych części miasta osiedle nadal jest w dobrym stanie technicznym i wizualnym.

## Układ urbanistyczny

### Geneza
Obecny kształt osiedla jest wynikiem projektu urbanistycznego, wyłonionego w drodze konkursu. Prace swe zgłosili:
- Stefan Manasterski i Remigiusz Ostoja-Chodkowski (I nagroda);
- Jan Łukasik i Miruta Słońska (II nagroda);
- Jerzy Berliner i Witold Szereszewski (III nagroda);
- Romulad Gutt i Józef Jankowski (wyróżnienie).

Większość zgłoszonych projektów wykorzystywała hasła awangardy zachodnioeuropejskiej (doświadczenia niemieckie i holenderskie), w tym rozwiązania znane z wystawy Werkbundu – osiedla Weißenhof. Zakładały one odejście od zabudowy zwartej (obrzeżnej) na rzecz oddzielnych bloków mieszkalnych, rozmieszczonych na dużym terenie.
Ostatecznie sporządzenie projektu wykonawczego polecono zdobywcom II i III nagrody. W skład zespołu autorskiego wchodzili Jerzy Berliner, Jan Łukasik, Miruta Słońska oraz Witold Szereszewski. Przygotowali oni kompozycję zakładającą budowę 33 domów z 1551 izbami. Projekt ten był prezentowany na wystawie Najmniejsze mieszkania, towarzyszącej Międzynarodowemu Kongresowi Architektury Nowoczesnej (CIAM).
Ostatecznie zbudowano 20 budynków z 921 mieszkaniami. Z powodu kryzysu zredukowano pierwotne założenia; zrezygnowano m.in. z kilku obiektów użyteczności publicznej. Budowę zakończono oficjalnie 15 stycznia 1933 roku.

### Charakterystyka
Osiedle zostało wybudowane planowo, zgodnie z powstałymi na początku XX wieku koncepcjami miasta ogrodu – położone na peryferiach, z dala od zanieczyszczonego centrum. W pobliżu zieleni (Park na Zdrowiu) postawiono nowoczesne wielorodzinne bloki, wśród których znajdują się liczne zieleńce i place zabaw.
Architektura osiedla odpowiada w pełni ideologii modernistycznej.

### Zabudowa
Na osiedle składa się 21 trzypiętrowych bloków z cegły, w których znajduje się 1026 mieszkań, zamieszkanych przez ok. 2180 osób. Mieszkania na osiedlu są wysokie jak na budownictwo tego typu i mają po ok. 2,9 m. Lokale te są niezbyt duże – mają powierzchnię ok. 40-60 m².
Bloki stoją w dość gęstej zabudowie, oddzielone od siebie trawnikami, placami zabaw i grupami drzew (zwykle niewysokich). Znajdujące się wzdłuż budynków uliczki są brukowane „kocimi łbami”; są one tak wąskie, iż dwa samochody nie są w stanie minąć się bez wjeżdżania na chodnik. Główne ulice osiedla (w liczbie 4) są szerokie, wyasfaltowane, z szerokimi chodnikami.
W zachodniej części osiedla znajdują się murowane garaże, zbudowane po II wojnie światowej. W południowej części osiedla znajdują się sąsiadujące ze sobą dwa budynki. Przypominają domy jednorodzinne, są jednak znacznie większe. Są parterowe z dobudowanymi nad częścią obiektów piętrami; mają dwuspadowe dachy. Jeden z nich wykonany jest z cegieł i drewna, a drugi tylko z cegieł. Pierwszy z budynków (budynek przy ulicy Srebrzyńskiej 79) był niegdyś pomieszczeniem gazowni, która to zajmowała się dystrybucją gazu w obrębie osiedla. Gazownia połączona była z ogromnym zbiornikiem gazu ziemnego znajdującym się niegdyś na placu sąsiadującym z gazownią od północy. Zbiornik ten, w zależności od ilości zgromadzonego w nim gazu, zwiększał bądź zmniejszał swoją objętość poprzez pionowy ruch umieszczonego w nim „pływaka”. Drugim budynkiem sąsiadującym z gazownią (Srebrzyńska 77) jest dom zamieszkany przed laty przez pracowników gazowni.
Od południowej strony osiedla boczne ściany bloków oraz ściany innych niskich budynków (np. śmietników i garaży) tworzą dość długie ciągi, które zostały pouzupełniane fragmentami muru, przez co osiedle od tej strony odgrodzone jest od ulicy jakby jednym długim murem, w którym istnieją tylko wyloty uliczek osiedlowych. Mur ten od strony zewnętrznej w wielu miejscach porośnięty jest roślinami pnącymi.

### Infrastruktura
Na osiedlu znajdują się m.in. biblioteka, przychodnia lekarska, placówki edukacyjne: XVIII Liceum Ogólnokształcące, Szkoła Podstawowa nr 40 i Przedszkole Miejskie nr 12. Na północnym skraju osiedla od 2005 roku znajduje się siedziba Okręgowej Komisji Egzaminacyjnej. Na osiedlu działa osiedlowa Izba Pamięci. Na terenie osiedla jest dużo zieleni. Dla mieszkańców jednak największe znaczenie w zakresie aktywności fizycznej i wypoczynku ma sąsiadujący z osiedlem park. Tam też zlokalizowane są najbliższe obiekty sportowo-rekreacyjne.
Wzdłuż ulic stanowiących granice osiedla biegną trasy linii autobusowych MPK nr: 74A, 74B, 83 oraz N3 (nocny). Dawniej osiedle posiadało połączenie dwutorową trasą tramwajową wzdłuż ul. Srebrzyńskiej. Została ona jednak wyłączona z użytku i częściowo rozebrana w lipcu 1992. Ostatnie linie przebiegające tamtą trasą to 17 i 29.

### Nazwy ulic
W nawiązaniu do nazwy osiedla także patronami głównych wewnętrznych ulic osiedla są polscy działacze socjalistyczno-niepodległościowi: Feliks Perl, Gustaw Daniłowski, Henryk Baron i Ksawery Prauss. Pomniejsze, przyblokowe uliczki pozostają nienazwane.

## Patron osiedla
Osiedle zostało nazwane na cześć polskiego działacza niepodległościowego i socjalistycznego Józefa Mireckiego ps. „Montwiłł” (1879–1908), jednego z najbardziej znanych uczestników Rewolucji 1905 roku, skazanego na śmierć i straconego przez władze carskie.

## Zdjęcia osiedla

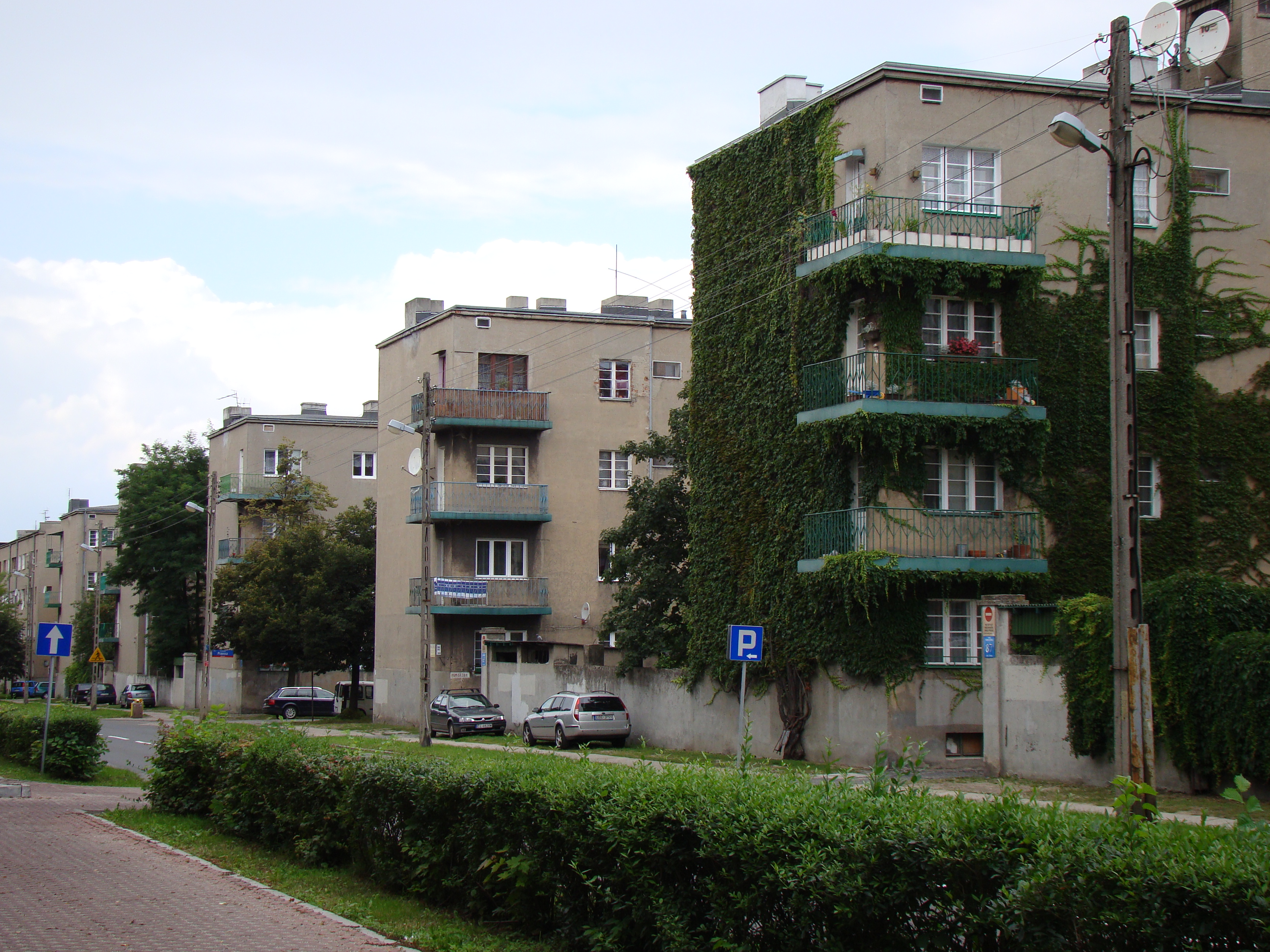
Widok od strony ul. Srebrzyńskiej
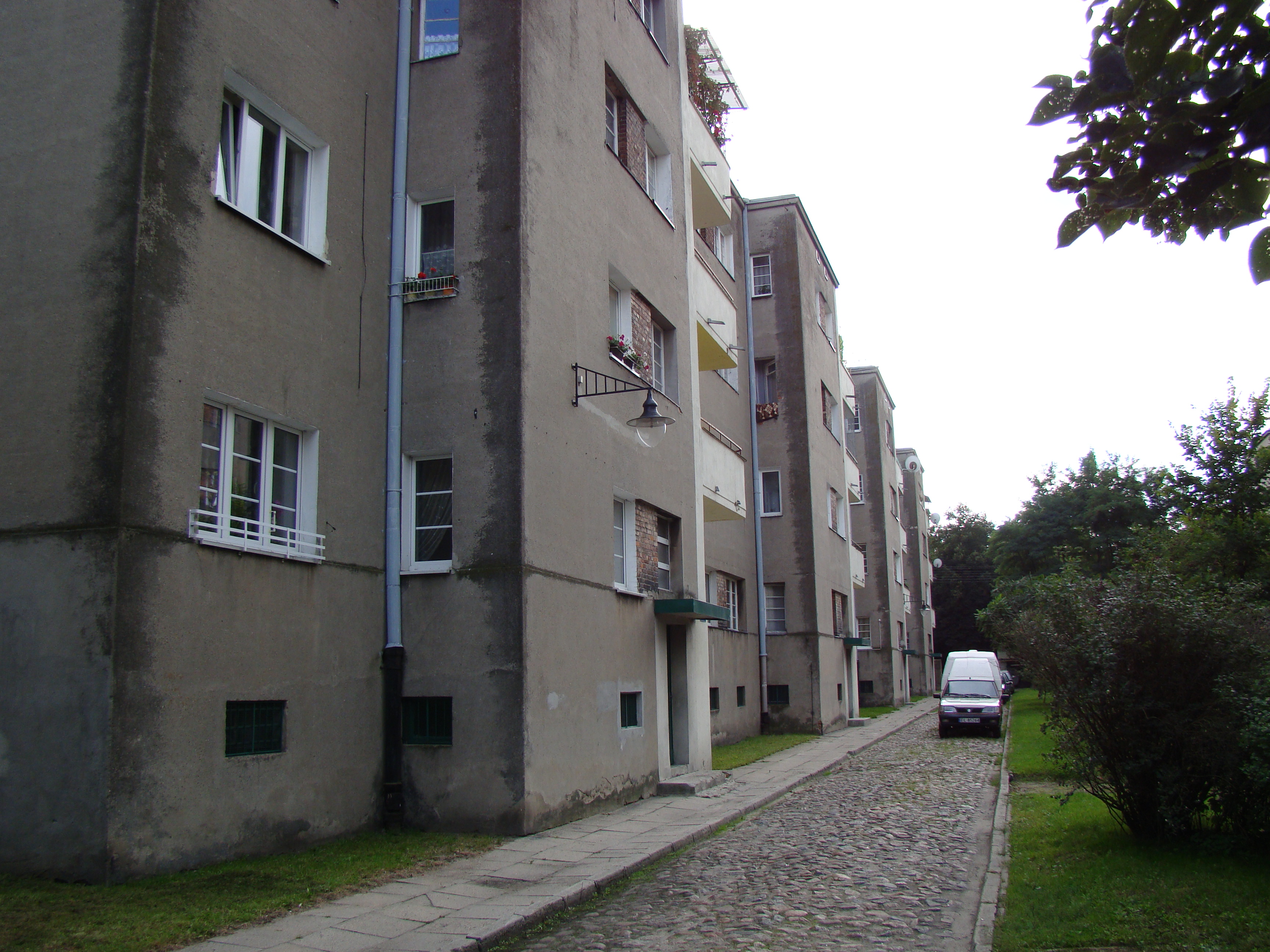
Uliczka wewnątrz osiedla
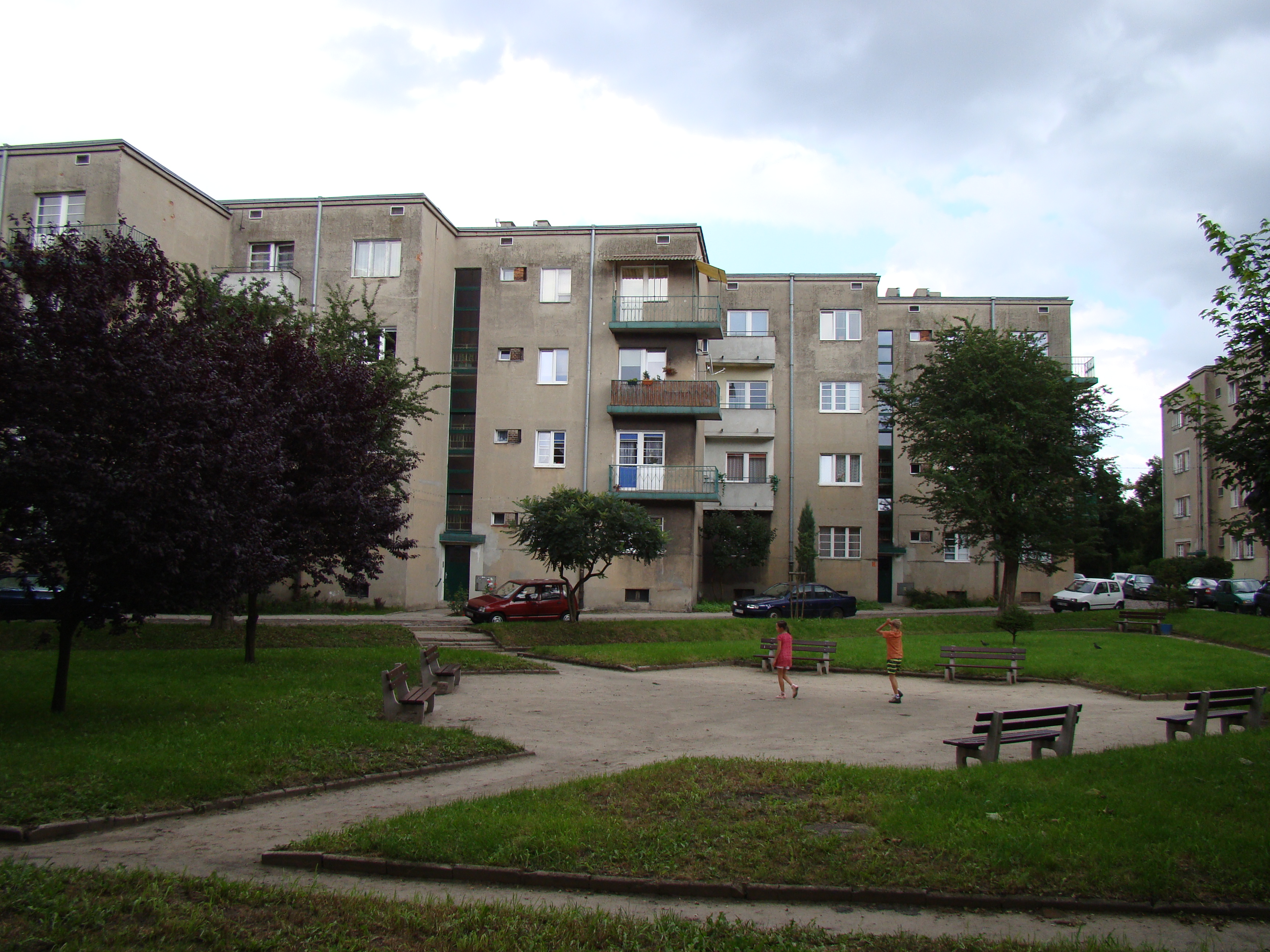
Skwer na osiedlu
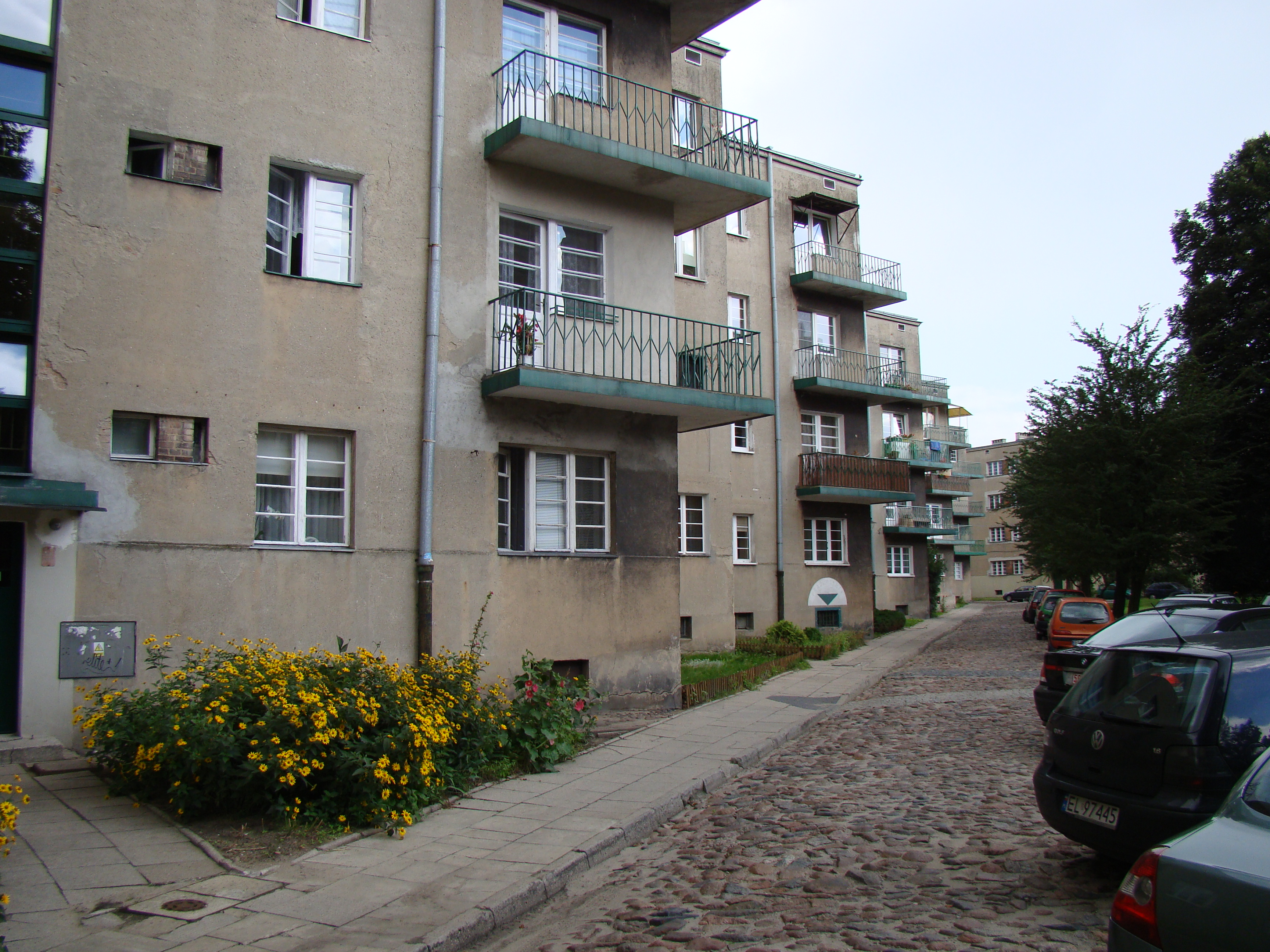
„Kocie łby”
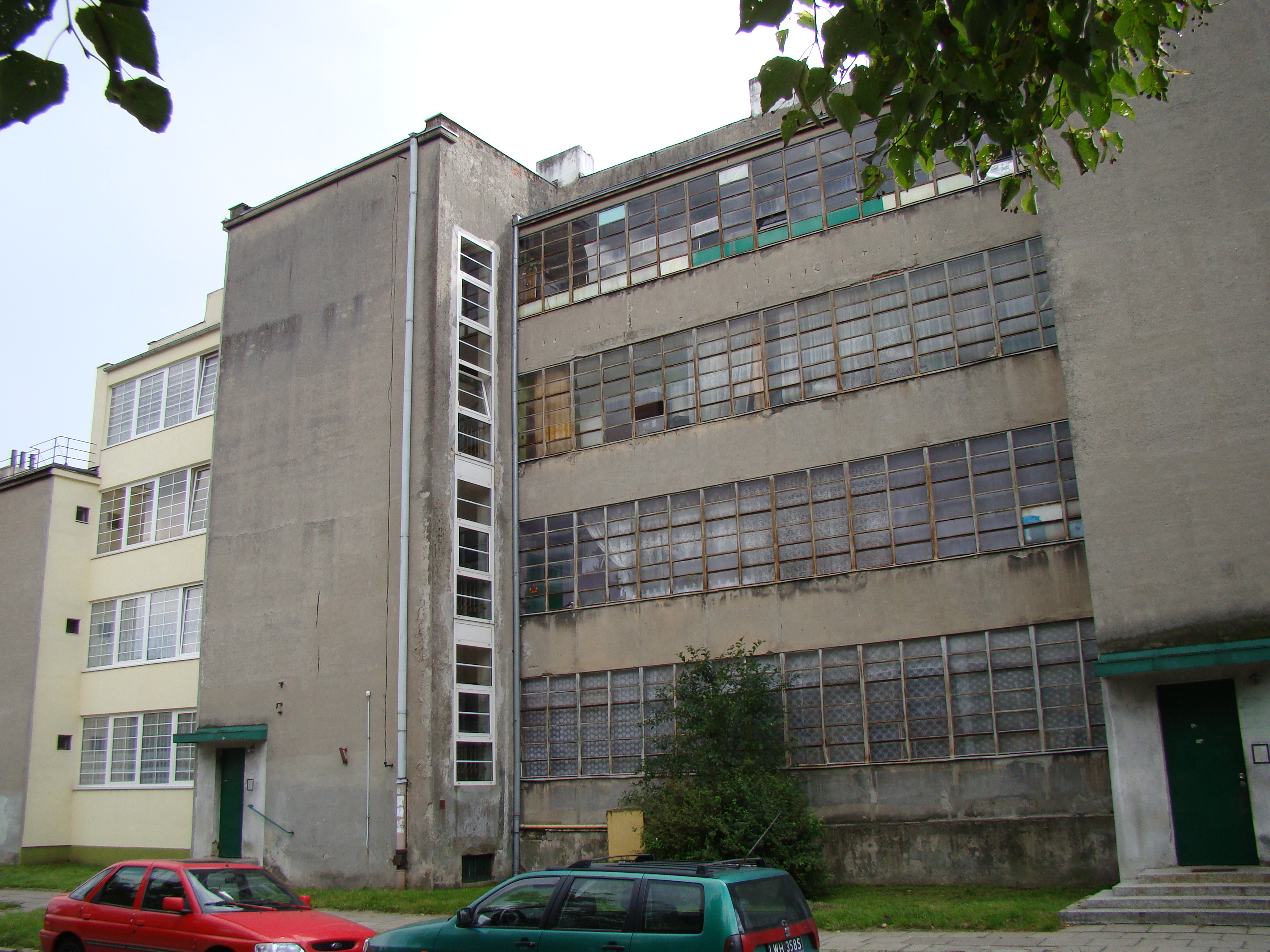
Przeszklona ściana jednego z budynków
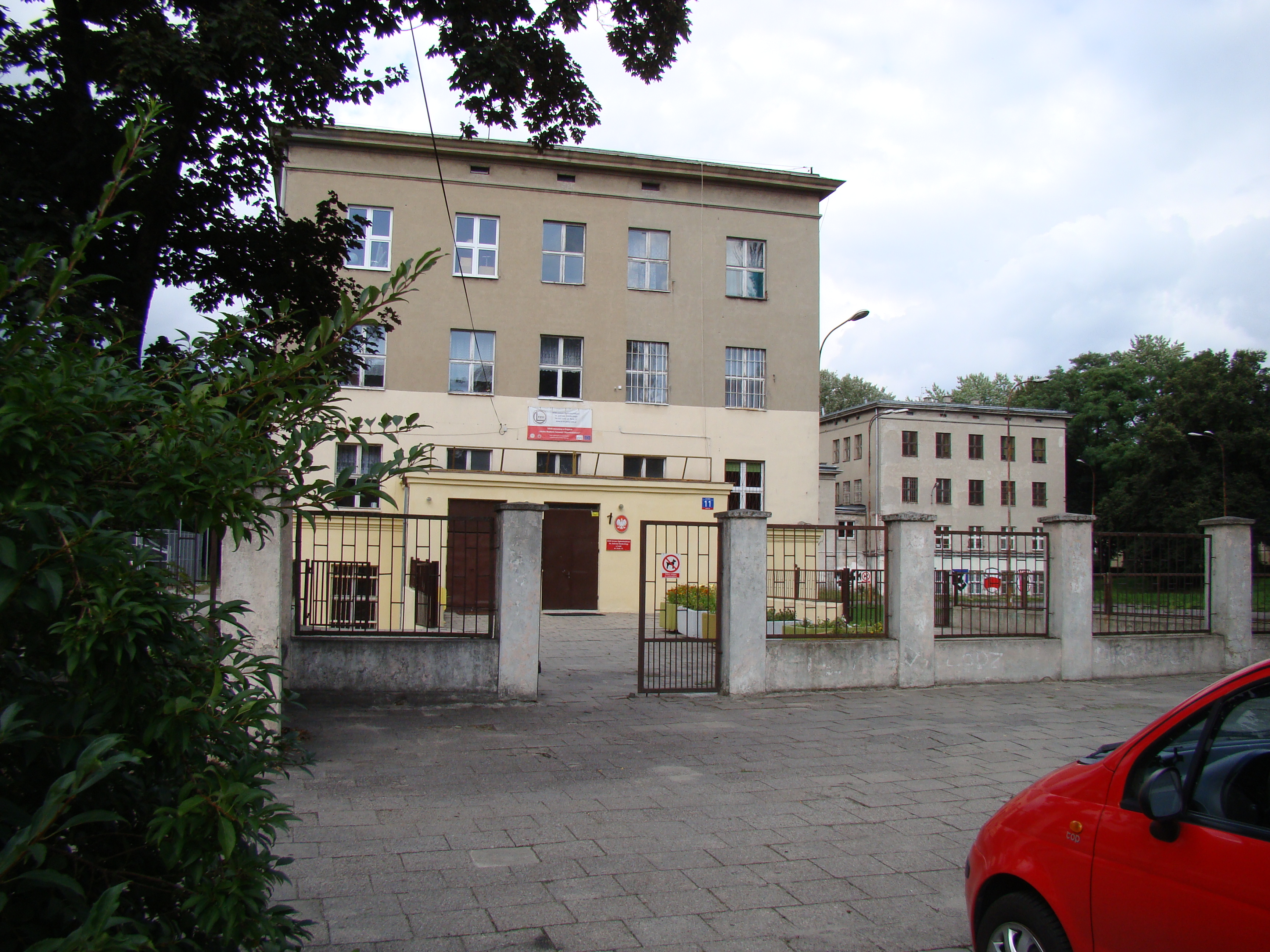
XVIII Liceum Ogólnokształcące przy ul. Perla
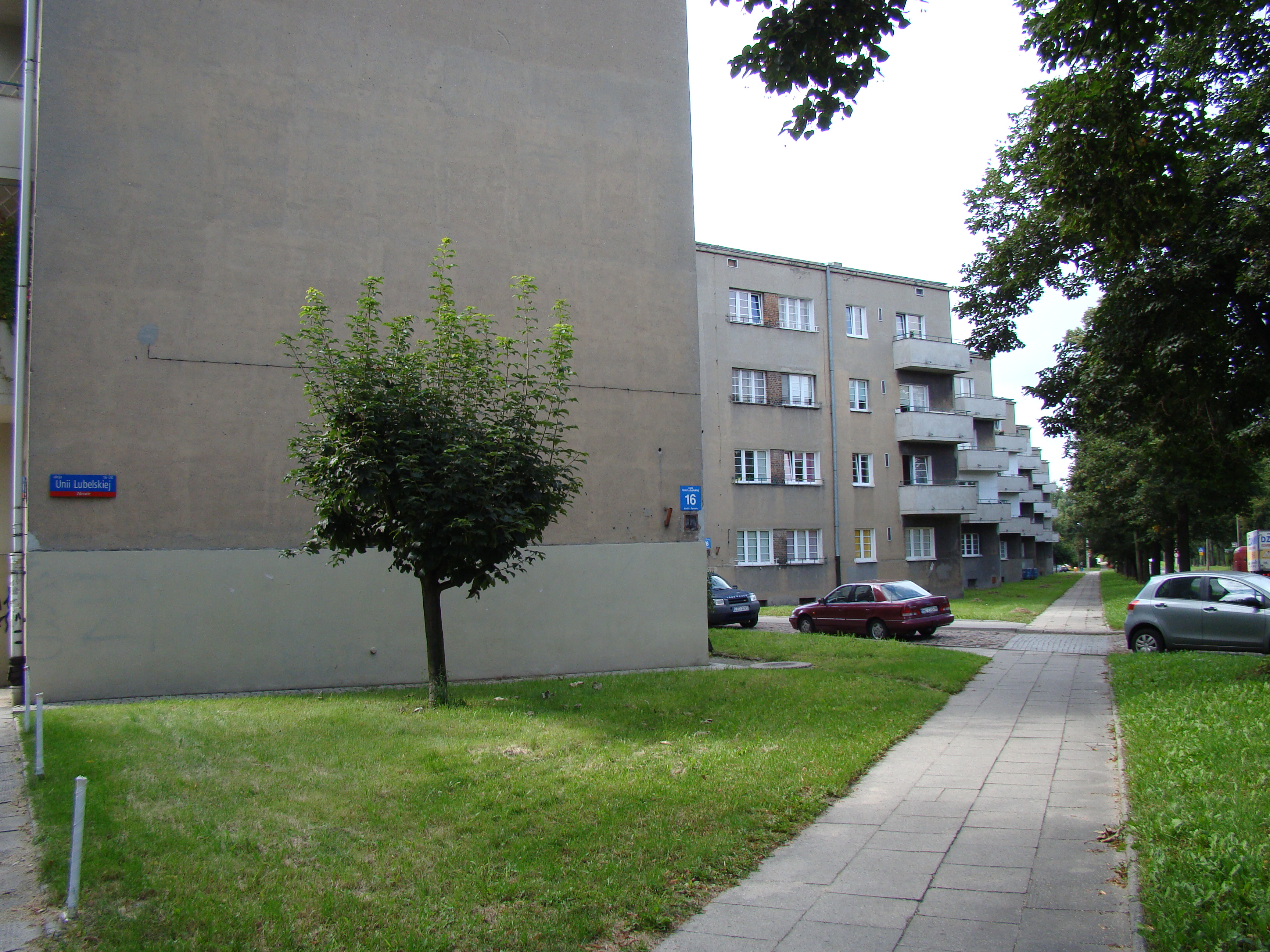
Widok od strony al. Unii Lubelskiej
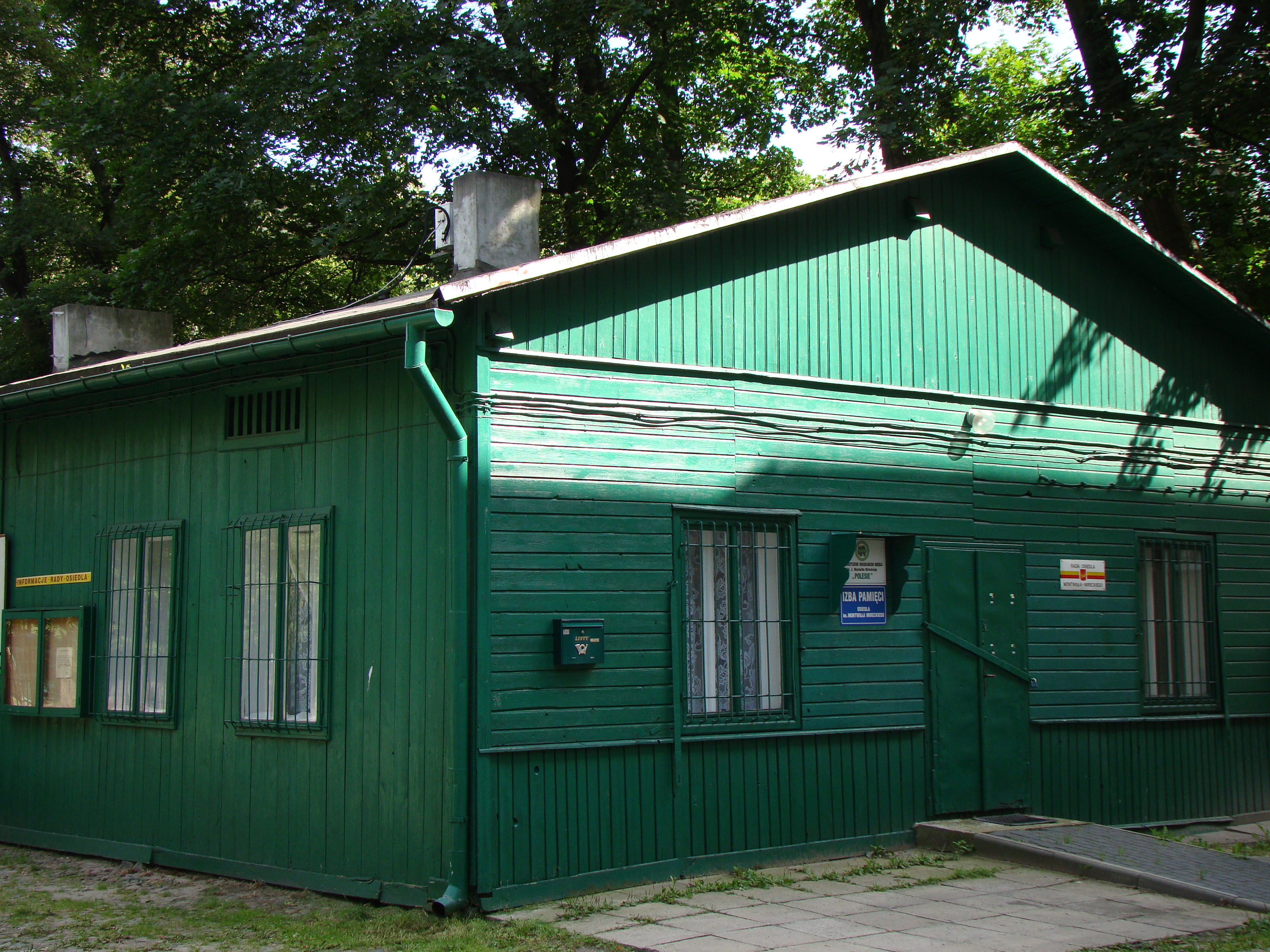
Siedziba Rady Osiedla przy ul. Perla
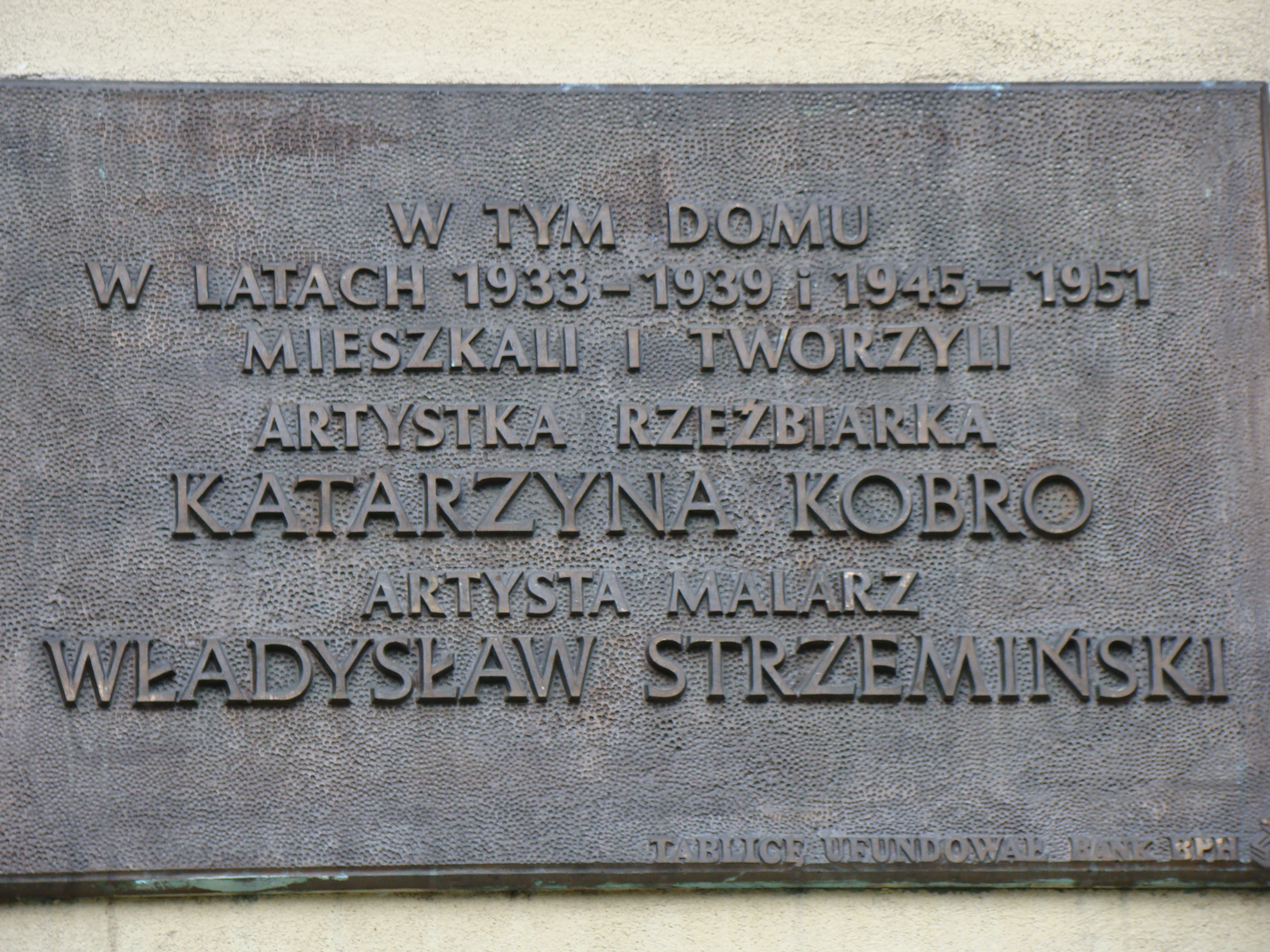
Tablica upamiętniająca Katarzynę Kobro i Władysława Strzemińskiego, umieszczona na ścianie domu przy ul. Srebrzyńskiej 75
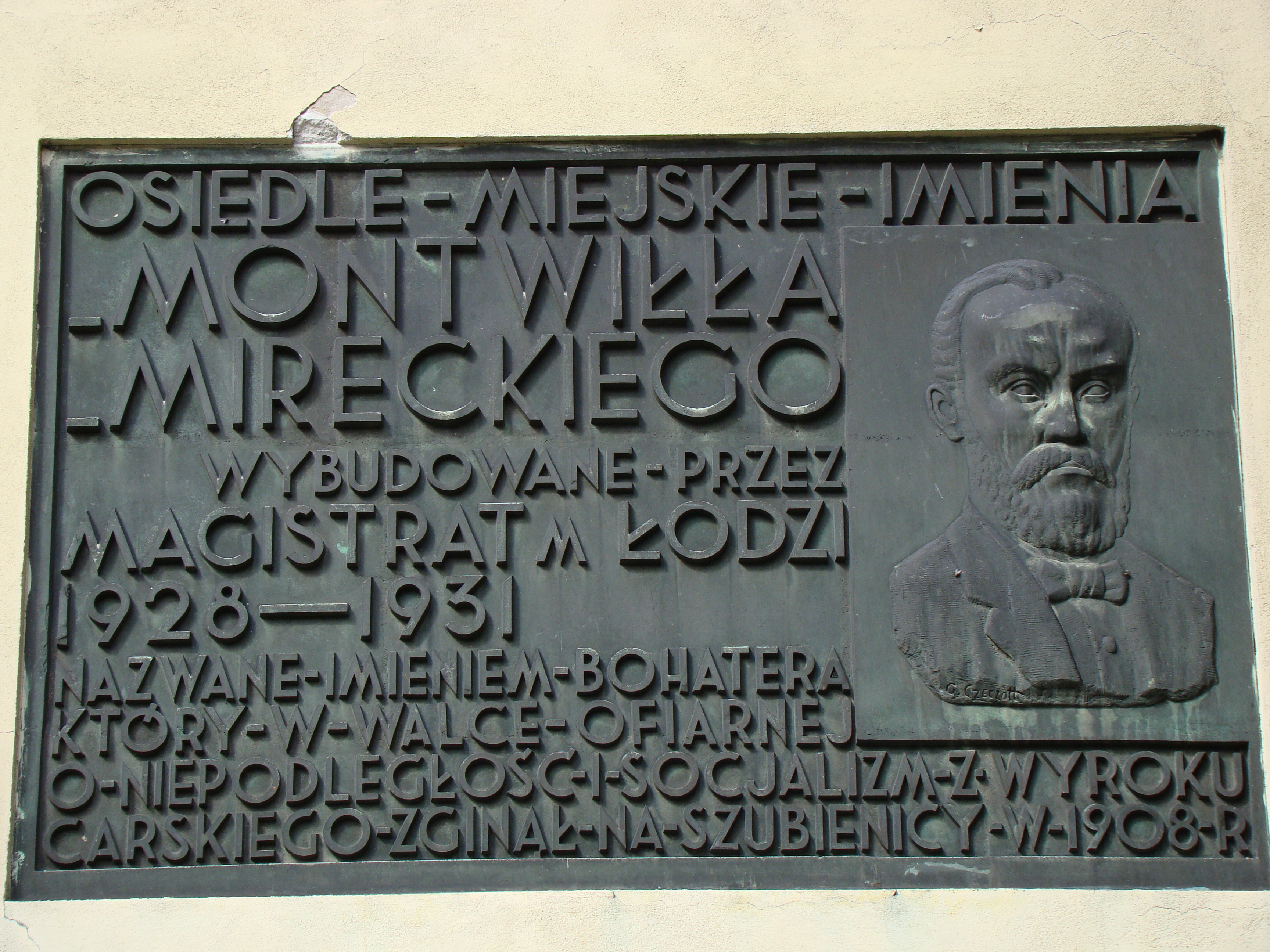
Tablica ku czci Józefa Montwiłła-Mireckiego, wmurowana w dom przy ul. Srebrzyńskiej 75